# Mark Andrews (football américain)
Pour les articles homonymes, voir Mark Andrews et Andrews.
(en) Statistiques sur pro-football-reference
Mark Andrews, né le 6 septembre 1995 à Scottsdale en Arizona, est un joueur américain de football américain. Il joue tight end en National Football League (NFL).

## Biographie

### Carrière universitaire
Étudiant à l'Université de l'Oklahoma, il a joué pour les Sooners de 2015 à 2017. Il se distingue à sa troisième saison universitaire en attrapant 62 passes pour 958 yards de gain et 8 touchdowns. Il reçoit les honneurs en remportant le John Mackey Award du meilleur tight end universitaire et en étant sélectionné dans l'équipe-type All-America qui rassemble les meilleurs joueurs universitaires du pays.

### Carrière professionnelle
Il se déclare éligible à la draft 2018 de la NFL. Il est sélectionné par les Ravens de Baltimore au troisième tour, au 86e rang.
Durant sa deuxième saison, il attrape pour 852 yards sur 64 passes réceptionnées en plus de marquer 10 touchdowns à la réception, statistiques qui lui permettent d'être sélectionné au Pro Bowl.

## Statistiques
| Année  | Équipe              | MJ     |     | Passes réceptionnées | Passes réceptionnées | Passes réceptionnées | Passes réceptionnées |       | Courses | Courses | Courses | Courses |  | Fumbles | Fumbles |
| Année  | Équipe              | MJ     | Nb. | Yards                | Moy.                 | TD                   | Nb.                  | Yards | Moy.    | TD      | Nb.     | Perdus  |  |         |         |
| 2018   | Ravens de Baltimore | 16     | 34  | 552                  | 16,3                 | 3                    | -                    | -     | -       | -       | 0       | 0       |  |         |         |
| 2019   | Ravens de Baltimore | 15     | 64  | 852                  | 13,3                 | 10                   | -                    | -     | -       | -       | 2       | 1       |  |         |         |
| Totaux | Totaux              | Totaux | 98  | 1 404                | 14,3                 | 13                   | -                    | -     | -       | -       | 2       | 1       |  |         |         |